# Caldwell (Ohio)
Caldwell è una località degli Stati Uniti d'America, capoluogo della contea di Noble, nello Stato dell'Ohio.